# Haus Stegmüller
Das Haus Stegmüller im Nikolaiweg 1 ist ein Bauwerk in Darmstadt.

## Geschichte und Beschreibung
Das Haus Stegmüller wurde in den Jahren 1925 und 1926 nach Plänen des Architekten Jan Hubert Pinand erbaut. Die freistehende Villa ist ein zweigeschossiges, blockhaftes Bauwerk.
Typische Details sind:
- ruhige symmetrische Klinkerfassade mit einem kontrastierenden expressionistischen Kunststeindekor
- optisch erhöhtes Erdgeschoss
- eine außergewöhnliche Gestaltung findet sich in den scharfkantig von den Gebäudeecken fortstrebenden Lisenen mit Einschnürung in der Höhe des Fenstergesimses im Obergeschoss
- biberschwanzgedecktes Walmdach mit Dachgauben

## Denkmalschutz
Das Haus Stegmüller ist ein typisches Beispiel für den Klinker-Expressionismus in der ersten Hälfte des 20. Jahrhunderts in Darmstadt. Aus architektonischen und stadtgeschichtlichen Gründen ist die Villa ein Kulturdenkmal.